# Rasheed Araeen
Rasheed Araeen (Karachi, 1935) è un pittore, scultore, critico d'arte e artista concettuale pakistano naturalizzato britannico.

## Biografia
Nato a Karachi nel 1935 e laureato in ingegneria civile al NED Engineering College dell'Università di Karachi nel 1962, lavora come artista visivo fino al trasferimento dal Pakistan a Londra nel 1964. Inizia a lavorare come artista senza alcuna preparazione formale, producendo sculture influenzate dalla corrente minimalista e dalla sua esperienza tecnica di ingegnere.

### L'opera scultorea
Come racconta l'artista stesso, al suo arrivo in Gran Bretagna nel 1964 Rasheed Araeen è colpito dal lavoro di Anthony Caro. L'uso dei materiali industriali diventa un punto di partenza per una serie di sculture con travi di acciaio sistemate in ordine simmetrico e realizzate nel 1965. Più volte nei suoi scritti Rasheed Araeen dichiara quanto lo stile personale e minimalista di queste sue opere non solo stesse contribuendo alla corrente minimalista che si stava sviluppando in quegli anni in Inghilterra e a New York, ma fosse anticipatore della corrente stessa. Tra le opere scultoree si possono ricordare Sculpture No 2 (una scultura in metallo dipinto del 1965 poi ricreata nel 1987) presentata alla Hayward Gallery nel 1989-1990; 8bS, una serie di parallelepipedi realizzati con legno dipinto presentati al Camden Art Centre di Londra nel 1970. 
Char Yar (four friends) del 1968 è un'opera composta da quattro cubi di legno dipinto di 60 centimetri di lato che il pubblico può spostare a suo piacimento. Lo stesso concetto ampliato e trasformato in una scultura di 100 elementi viene proposto all'ICA-Institute of Contemporary Art di Londra con il titolo Bio-structural Play, ma il progetto non ottiene risposta. Nel 2004 l'opera viene realizzata con il titolo Zero to Infinity e installata alla 291 Gallery di Hackney il 1º ottobre 2004 e poi nel Spitalfield Market di Londra il 2 ottobre 2004. L'opera si presenta inizialmente al pubblico come una grande scultura minimalista, composta da 10 cubi per lato creati con semplici assi di legno dipinto di blu; con il passare del tempo e l'intervento dei visitatori, l'opera cambia forma lasciandosi manipolare. Dal 2007 l'opera fa parte della collezione della Tate Britain dove è esposta nell'estate del 2007. L'opera For Whom It May Concern è una scultura cubica di 15 metri per lato realizzata con tubi metallici per ponteggi e installata nel 1996 alla Serpentine Gallery di Londra; dopo 3 mesi di presentazione i tubi sono tornati ad essere parte di ponteggi.

### Chakras e Discosailing: le sculture fluttuanti
Lavora come ingegnere alla BHC/BP fino al 1969 quando si dimette. Nello stesso anno comincia a lavorare sul progetto Chakras, una serie di 16 dischi circolari di polyester di circa 60 cm di larghezza fluttuanti sull'acqua. Le sculture dipinte di vernice rossa fluorescente viene messa nei St Katherine's Docks il 21 febbraio 1970 e fotografata ogni giorno per 2 settimane. Nel 1970 l'opera con il titolo Canalevent (composta di 40 dischi bianchi) viene collocata nel Grand Canal Mitre Bridge Hammersmith di Londra e ad ottobre dello stesso anno con il titolo Sixteen Discs in the River Seine nella Senna di Parigi; nel 1974 Discs in Jheel Park viene realizzata a Karachi. Tra il 1970 e il 1974 Rasheed Araeen amplia il progetto con il titolo Discosailing e realizza dei dischi più grandi di circa 1,2 metri suoi quali le persone possono stare in piedi, indossando una specie di tuta sulla quale sono inserite delle vele (body sails). L'artista definisce l'opera allo stesso tempo una floating sculpture e uno sport acquatico, in cui ogni persona veleggia sull'acqua in armonia e all'unisono..

### I progetti collaborativi
Rasheed Araeen sente che il suo lavoro sta contribuendo alla storia dell'arte, si considera un precursore, ma si accorge che gli interlocutori che lo circondano hanno altre aspettative. Nei suoi scritti l'artista parla di "discorso dominante", "storia dell'arte moderna imperialistica", "modello euroetnocentrico" e accusa in particolare il sistema britannico di essere incapace di accogliere il contributo di artisti "non britannici". Il pensiero di Rasheed Araeen prende forma in Inghilterra in un periodo segnato da intellettuali quali Edward Saïd, Homi Bhabha, Stuart Hall che hanno avuto un ruolo fondamentale proprio nel ridefinire il significato della parola "britannico". Rasheed Araeen non solo conosce questi intellettuali (alcuni dei quali hanno pubblicato e fatto parte del comitato editoriale e degli esperti della rivista "Third Text") ma lui stesso contribuisce al movimento e il suo lavoro è essenziale nel collegare le riflessioni postcoloniali alla critica d'arte e alle pratiche artistiche.
Dopo un periodo come attivista politico durante il quale aderisce nel 1972 al Black Panther Movement, l'opera di Rasheed Araeen si concentra nel dare la parola ad artisti e intellettuali provenienti da tutto il mondo. Il suo obiettivo è riscrivere la storia, sostenendo nuove visioni critiche, studi, ricerche, analisi, pratiche artistiche e la creazione di un archivio inclusivo. Sono di questi anni le opere fortemente politiche e strettamente connesse all'attualità. For Oluwale (1971-1973) sono una serie di 4 pannelli di circa 120 cm composti da ritagli di giornali (Freedom News delle Pantere Nere di Londra) e volantini e assemblati in un collage. Holes in the Earth è un'installazione del 1975 che celebra la vittoria dei vietnamiti contro gli Stati Uniti ed è composta da proiezioni di testi e immagini su 9 dischi collocati sul pavimento.
Nel 1978 partecipa come relatore alla conferenza The State of British Art (Londra, ICA-Institute of Contemporary Art, 10-12/02/1978). Nello stesso anno avvia la rivista "Black Phoenix" (che ha avuto solo tre numeri e che è poi rinata come "Third Text" nel 1989), lancia il progetto Project Multiracial Britain (MRB) nel 1982 con l'obiettivo di studiare il contributo degli artisti afro-asiatici all'interno della storia dell'arte internazionale, apre la casa editrice Kala Press nel 1983, crea l'organizzazione Black Umbrella nel 1984 e organizza mostre, tra le quali una delle più note è The Other Story: Afro-Asian Artists in Post-War Britain alla Hayward Gallery di Londra nel 1989 (in contemporanea con Magiciens de la Terre). 
Nel 1986 con la mostra collettiva Third World Within e con il convegno Black Visutal Artists Forum e con l'esposizione The Essential Black Art del 1988 dà inizio al movimento della British Black Art. In particolare l'esposizione The Other Story è citata in numerosissime pubblicazioni, ed è punto di riferimento per un'ampia corrente di studi realizzati in particolare in Gran Bretagna.
Nel 1995 ha ricevuto un dottorato ad honorem all'Università di Southampton (Honorary Doctorate of Letters, PhD) e nel 1997 un dottorato ad honorem all'University di East London (Honorary Doctorate of Arts, PhD). Nel 1999 ha ricevuto un brevettato statunitense per una sua invenzione che è allo stesso tempo una scultura fluttuante e uno sport acquatico; la stessa invenzione ha ricevuto nel 2001 il brevetto internazionale.
Nel 2001 è stato invitato dal Kunsthaus Bregenz in Austria a pubblicare la sua critica istituzionale in "Il Museo come Arena".

Araeen ha poi pubblicato la sua corrispondenza privata con la Ikon Gallery di Birmingham, che gli aveva chiesto di partecipare ad una mostra nel 1980 (tale corrispondenza è stata pubblicata anche in Making Myself Visible). La proposta venne annullata quando gli altri dieci artisti previsti rifiutarono di mostrare il loro lavoro accanto al suo. La loro opposizione non era solo espressione dei conflitti culturali, ma aveva anche lo scopo di difendere la purezza della galleria, già che Araeen aveva proposto di rappresentare la macellazione e il consumo di una capra secondo un rituale musulmano. Unitamente alla performance, aveva annunciato che avrebbe strappato le pagine di un libro di storia dell'arte contemporanea. Il rifiuto della storia ufficiale dell'arte moderna e della storia dell'arte d'avanguardia completava l'affronto estetico alla galleria d'arte.

### Notorietà in Italia
In Italia Rasheed Araeen ha partecipato al ciclo di incontri Arte Identità Confini organizzato a Roma nel 1995 da Carolyn Christov-Bakargiev e Ludovico Pratesi, a La Generazione delle Immagini: Sguardi Planetari organizzato a Milano nel 1995 da Roberto Pinto e a Festivaletteratura di Mantova nel 2010 all'interno del programma di conferenze organizzato dalla Fondazione lettera27 Onlus.

## Pensiero
Rasheed Araeen è stato tra i primi a partire dagli anni settanta ad imporre la prospettiva black nel contesto artistico britannico e a sostenere la necessità di artisti dei paesi dell'Africa, dell'America Latina e dell'Asia di essere riconosciuti nelle istituzioni culturali.
Il suo pensiero si articola attraverso la sua vasta attività di artista, scrittore, progettista, curatore, intellettuale e attivista ed è strettamente connesso alla rivista "Third Text" di cui è fondatore.
Il suo lavoro mettere in luce il problema della definizione dell'identità per gli artisti del Terzo Mondo e si concentra sulle modalità in cui la storia postbellica può essere ri-analizzata e ri-scritta per permettere di includere il contributo di intellettuali e creativi di tutte le culture. Nelle sue opere sono presenti elementi autobiografici e allo stesso tempo una forte attenzione verso il lavoro collaborativo e il coinvolgimento delle comunità.
Secondo Rasheed Araeen gli artisti cosiddetti "non occidentali" subiscono un processo di "etnicizzazione"; il loro lavoro per essere accettato dal sistema deve in qualche modo corrispondere agli stereotipi associati al loro luogo d'origine. In pratica, parafrasando il discorso dell'intellettuale, un artista pachistano (di origine pachistana o nato in Pakistan) deve produrre opere che possono essere collegate al Pakistan (per stile, contenuti, riferimenti culturali), altrimenti il suo lavoro sarà ignorato perché incapace di trovare una collocazione. Allo stesso tempo - per come Araeen vede che la storia dell'arte è scritta - un artista pachistano potrà essere annoverato tra i protagonisti dell'arte pachistana o tra gli artisti "non occidentali", ma difficilmente il suo contributo sarà visto come un contributo alla storia dell'arte globale. Rasheed Araeen punta il dito su questo modo di analizzare gli artisti per mostrare come la storia dell'arte (e la storia in generale) siano strutturalmente incapaci di annoverare tra i loro protagonisti autori e intellettuali cosiddetti "non occidentali".
Rasheed Araeen parte da una forte critica all'Europa, all'Occidente ma anche all'Africa e ai paesi del cosiddetto Terzo mondo. La veemenza dei suoi interventi non risparmia nessuno e lui stesso non si pone al di sopra delle parti, utilizzando spesso la prima persona personale sia che si trovi in Europa che Africa. Secondo Araeen, l'Africa non sta producendo ricerche approfondite che valorizzino i suoi protagonisti; invoca l'impegno da parte delle istituzioni europee, perché l'Europa ha una forte tradizione di universalismo e può contribuire a riscrivere la storia. "Moltiplicare le prospettive" è una frase ricorrente nei suoi interventi.
Per quanto l'approccio di Araeen sia allo stesso tempo polemico e visionario, l'artista è stato capace attraverso le sue molteplici attività di avviare iniziative concrete, coinvolgere intellettuali di tutto il mondo e dare impulso a ricerche e nuovi approcci critici. Rasheed Araeen propone attraverso le sue opere e i suoi progetti delle soluzioni: la costituzione di archivi, la creazione di piattaforme di dibattito, il sostegno alla ricerca e l'organizzazione di mostre che consacrino i protagonisti dell'arte.

## Opere

### Articoli e saggi
- The Art Britain really Ignores, 1976.
- Conversation with Aubrey Williams, "Third Text", Inverno 1987, 2.
- From Primitivism to Ethnic Arts / & / Why Third Text?, "Third Text", Autunno 1987, 1.
- Black Art: A Discussion with Eddie Chambers "Third Text", 1988, 5 e in Black British Culture and Society: a Text Reader, (a cura di Kwesi Owusu), Londra, Routledge, 2000, 239-254.
- Gravity and [Dis] Grace, "Third Text", Primavera 1993, 22.
- Our Bauhaus Others' Mudhouse [The "Magiciens de la Terre" Issue], "Third Text", Estate 1989, 6.
- A Discussion with Other Artists and Curators of Manifesta 1, in "Witte de With, Cahier 5", Rotterdam, Witte de With center for contemporary art.
- The Art of Resistance: Townards a Concept of Nominalism, "Third Text", 16, 2001, 4, 451-466. Intervento presentato a Karachi dicembre 2001; in una versione più breve presentato all'interno della conferenza Marxism and the Visual Arts Now all'Università College London 8-17/04/2002. Il testo riveduto è stato pubblicato in Rasheed Araeen, Art Beyond Art: Ecoaesthetics: A Manifesto for the 21st Century, Londra, Third Text Publications, 2010, 61-80 con il titolo Retourn to Baluchistan: Nominalising the Boureois Aesthetics.
- The Other Immigrant: The Experiences and the Achievements of Afro-Asian Artists in the Metropolis in Race-ing Art History: Critical Readings in Race and Art History (a cura di Kymberly N. Pinder), Londra, Routledge, 2002, 359-370.
- From Primitivism to Ethnic Art in The Myth of Primitivism, (a cura di Susan Hiller), Londra, Routledge, 2004.
- Globalization, Cultural Difference, and the Alternative to the Crisis of Art Today in As Radical as Reality Itself: Essays on Marxism and Art for the 21st Century, (a cura di Matthew Beaumont, Andrew Hemingway, Esther Leslie), Peter Lang, 2007, 393-414.

### Pubblicazioni
- Rasheed Araeen, Making Myself Visible, Londra, Kala Press, 1984.
- Rasheed Araeen, Contemporary Art and the Museum: a Global Perspective (a cura di Peter Weibel e Rasheed Araeen), Hatje Cantz, 2007.
- Rasheed Araeen, Art Beyond Art: Ecoaesthetics: A Manifesto for the 21st Century, Londra, Third Text Publications, 2010.

### Esposizioni personali
- Artists for Democracy, Londra, 1975.
- Londra, Pentonville Gallery, 1984.
- Rasheed Araeen: White Power Black Sexuality, (a cura di Michael Newman), Londra, Pentonville Gallery, 1986.
- Rasheed Araeen: When the Innocent begins to Walk the Earth, Londra, David Thorp Showroom, 1988
- Rasheed Araeen: From Modernism to Postmodernism, a retrospective 1959-1987, Ikon Gallery, Londra, 1987-1988.
- Rasheed Araeen: Structure or/and Strife, Fukuoka Art Museum, Fukuoka Giappone, 1993.
- Rasheed Araeen, South London Gallery, Londra, 1994. Catalogo Rasheed Araeen, Londra, South London Gallery, 1994, ISBN 1-898461-04-X, 9781898461043
- Before and Beyond Minimalism: Drawings, Painting, Sculpture and Concepts, 1959-1974, Aicon Gallery, Londra, 2010.

### Esposizioni collettive (selezione)
- BP British Art Displays 1500-2007 (a cura di Andreas Leventis), Tate Britain, London, 2007. Catalogo Minimalism and Beyond: Rasheed Araeen at the Tate Britain, Third Text Publishers & Tate Britain, London, 2007.

### Conferenze e convegni
- Black Visutal Artists Forum, (a cura di Rasheed Araeen) Londra, ICA Institute of Contamporary Art, 25-26/10/1986.
- Global Visions: Towards a New Internationalism in the Visual Arts (London: Kala Press, 1994)
- Arte Identità Confini, (a cura di Carolyn Christov-Bakargiev e Ludovico Pratesi) Roma, Palazzo delle Esposizioni di Roma, 1995.
- La Generazione delle Immagini: Sguardi Planetari (a cura di Roberto Pinto), ciclo di incontri, Milano, 1995.
- L'oeuvre de l'artiste, Rasheed Araeen et la revue Third Text, Journée d'études, Parigi, INHA Institut national d'histoire de l'art, 17/11/2006. L'intervento presentato all'interno della conferenza è pubblicato in Rasheed Araeen, Art Beyond Art: Ecoaesthetics: A Manifesto for the 21st Century, Londra, Third Text Publications, 2010, 7-42 con il titolo My Own Story: Or, A Journey of the Idea.
- Festivaletteratura, Programma di incontri Mobile A2K: Africa Interfacce Educazione Tecnologia a cura di Fondazione lettera27 Onlus, Mantova, 12/09/2010.